# Danny Caluag
Daniel "Danny" Caluag (ur. 15 stycznia 1987 w Harbor City) – amerykański kolarz BMX, dwukrotny medalista mistrzostw świata. Od 2012 roku reprezentuje Filipiny.

## Kariera
Pierwszy sukces w karierze Danny Caluag osiągnął w 2006 roku, kiedy zdobył srebrny medal w konkurencji cruiser podczas mistrzostw świata BMX w São Paulo. W zawodach tych wyprzedził go jedynie jego rodak Donny Robinson, a trzecie miejsce zajął Francuz Damien Godet. Wynik ten powtórzył na rozgrywanych rok później mistrzostwach w Victorii, tym razem przegrywając tylko z Jonathanem Suárezem z Wenezueli. W 2012 roku wystąpił na igrzyskach olimpijskich w Londynie, ale zajął dopiero 30. pozycję.